# Bloemenheuvel

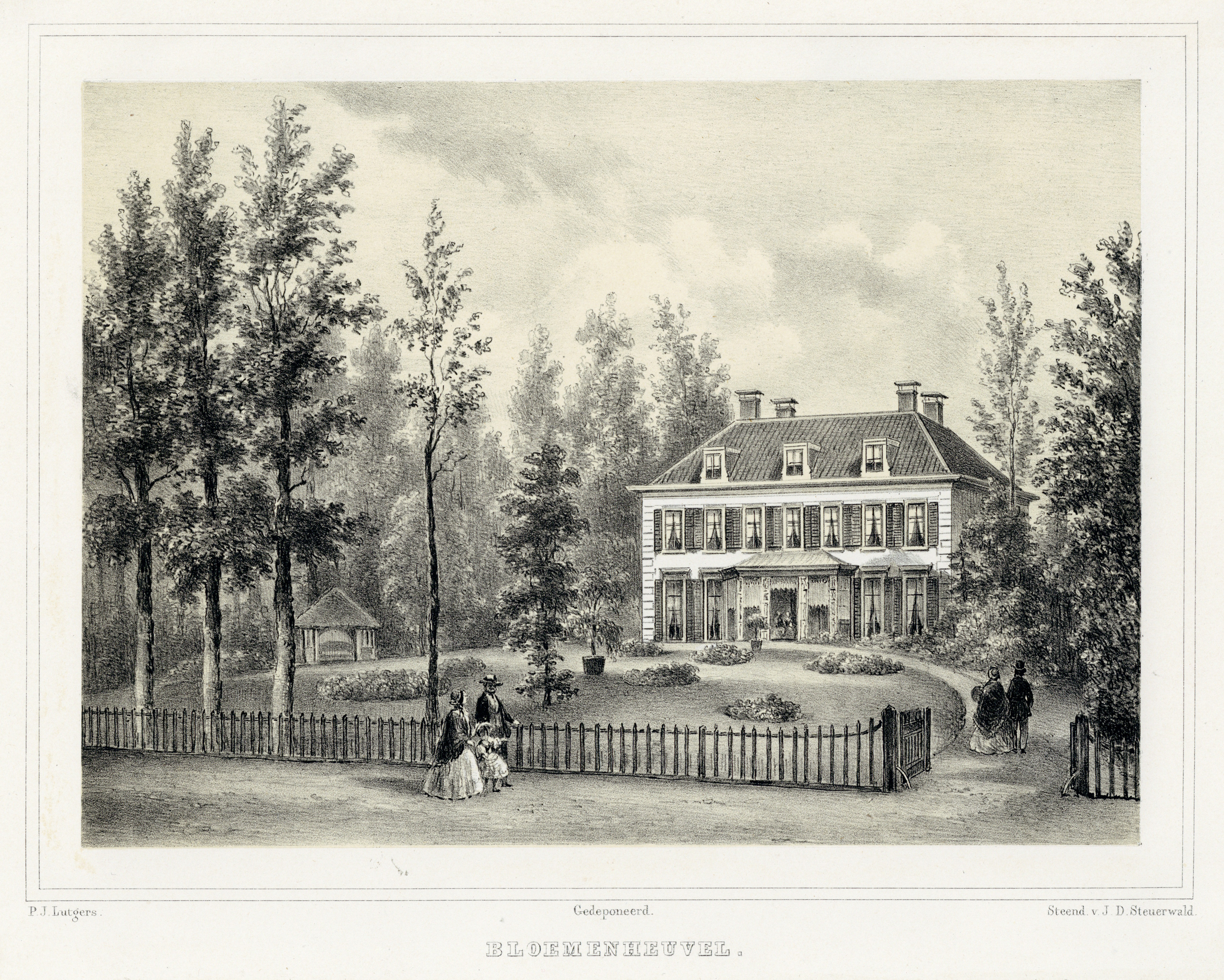
Omstreeks 1868

Bloemenheuvel is een landgoed in Driebergen in de Nederlandse provincie Utrecht. 
De buitenplaats Bloemenheuvel ligt aan de noordkant van de Hoofdstraat, vlak bij het park Beerschoten-Willinkshof.

## Terrein
Het park in Engelse landschapsstijl was waarschijnlijk een ontwerp van Jan David Zocher. In het heuvelachtige deel van het park ligt een slingervijver. Het terrein wordt omzoomd door parkbos. Tussen 1849 en 1869 kwam een hertenkamp in de overtuin aan de Hoofdstraat. Restanten van een 19de-eeuwse landschappelijke aanleg zijn de monumentale beuken en moerascipressen bij de kleine waterpartij achter het landhuis. Aan de achterzijde grenst het park aan een oude hoogstamboomgaard.

## Villa
Het witgepleisterde neoclassicistische landhuis staat vrij dicht aan de Hoofdstraat, met ervoor een gazon. Bloemenheuvel is omstreeks 1845 gebouwd voor suikerfabrikant Christiaan Hendrik Cordes. Cordes, die in 1847 burgemeester werd, noemde zijn buitenplaats Hoogerheide. De volgende eigenaar was Zweris Knuttel uit Amsterdam. Deze veranderde de naam in Bloemenheuvel, mogelijk naar de vrouw van Cordes, Hendrika Bloemen (1811-1889). In 1873 verkocht Knuttel de buitenplaats. Het blokvormig huis kreeg in 1925 twee zijvleugels in opdracht van Marinus van Notten. Rond 1985 is het pand geheel gerenoveerd. Toen werd ook het koetshuis tot kantoor omgebouwd.

## Eigenaren
- 1843 - Christiaan Hendrik Cordes
- 1869 - Zweris Knuttel
- 1873 - John Melvill
- Robert Mevill[2]
- Marinus van Notten
- W.F.J. van Notten[3]
- McGregor Fashion Group